# Una donna per sette bastardi
Una donna per sette bastardi è un film del 1974 diretto da Roberto Bianchi Montero.

## Trama
Un uomo ha una rottura al motore, in una zona desolata. Si ferma in un paesino semiabbandonato nel quale il nervosismo è alto, e sembra essere in atto una guerra tutti contro tutti.